# Kuon
Kuon — компьютерная игра в жанре survival horror, вышедшая на приставке PlayStation 2 в 2004 году в Японии и в Америке и в 2006 году в Европе. Игра была разработана и выпущена компанией From Software в Японии, в Америке игру выпустила Agetec, а в Европе — Acclaim.

## Сюжет
Действие разворачивается в Японии периода Хэйан в городе Киото, основано на легендах кайдан.
В особняке господина Фудзивары происходят странные вещи. Хозяин поместья уверен, что его особняк проклят, и призывает своего экзорциста Домана, чтобы изгнать «злых духов». Его дочери, обеспокоенные долгим отсутствием отца, отправляются в особняк на поиски. Оказавшись на месте, Курэха, старшая сестра, внезапно покидает Уцуки, и девушка в поисках отца, сестры и истины остается наедине с кошмарными порождениями заклятия Куон и не менее кошмарным прошлым её семьи.

### Концепция игры
На игровой процесс очень сильно повлияли концепции Оммёдо и инь и ян.
Игра разделена на три фазы: Инь, Янь и Куон. Все три фазы дополняют друг друга сюжетно, и только пройдя все три фазы, игрок сможет полностью понять историю. Изначально игроку предоставляется выбрать между фазой Инь и Янь. Сюжеты обеих сценариев обрываются на одном и том же месте и только тогда игроку открывается сценарий за известного японского оммёдзи Абэ-но Сэймэя.
- Фаза Инь или фаза тьмы[2]. В этом сценарии действующим персонажем является девушка Уцуки, которая становится жертвой темных сил. Сценарий за Уцуки является самым мистическим, как бы нереальным, об этом свидетельствуют многие нюансы, намекая игроку на то, что Уцуки, возможно, уже не жива или находится между жизнью и смертью.
- Фаза Ян или фаза света[2]. В этой фазе игрок смотрит на происходящие в игре события глазами Сакуи, ученицы Домана. Сценарий за Сакую выглядит более реалистичным, но все же оставляет после прохождения много вопросов. Примечательно то, что оба сценария Инь и Янь имеют одну и ту же концовку, по сути своей — не завершенную.
- Фаза Куон — сценарий за легендарного японского экзорциста Абэ-но Сэймэя. Полностью раскрывает сюжет игры, после прохождения фазы Куон открывается настоящая концовка. Интересен тот факт, что все игровые персонажи — женского пола, хотя известно, например, что реальный Абэ-но Сэймэй был мужчиной. Весь игровой процесс происходит в кромешной тьме, при этом, чем быстрее двигается персонаж, тем темнее становиться вокруг. Уцуки и Сакуя пользуются светильниками для освещения своего пути, а Абэ-но Сэймэй использует свой магический кулон и как бы сама излучает свет.

### Ритуал «Куон»
Местный оммёдзи Асия Доман занимался изучением мистических тутовых деревьев, завезенных в Японию неким китайским путешественником. Деревья обладали особенной силой и могли дать вечную жизнь, если провести особый запрещенный ритуал. Однако, проводя эксперименты, Доман выяснил, что вечная жизнь — это всего лишь иллюзия, и в результате ритуала должно произойти перерождение, рождение нового существа, наделенного магическими силами. На самом же деле, тутовые деревья являют собой двух демонических сущностей — мальчиков-близнецов, целью которых было сотворить через ритуал «Куон» новое тутовое дерево, такого же демона как и они. Тутовые шелкопряды, питаясь листьями демонических деревьев, производили тонкие шелковые нити, необходимые для ритуала. После того, как Курэха упала с обрыва, близнецы посоветовали Уцуки положить тело сестры в плетеный ящик, заполненный шелковыми нитями. Это было начало ритуала. В ящике Курэха, сливаясь (соединяясь в одно существо, ящик при этом выступал своеобразным коконом) с трупами других существ, оживала. Такое действие нужно было повторить 9 раз, каждый раз выбирая более крупную жертву для слияния. В противном случае Курэха начинала слабеть, ее тело начинало гнить, и она могла погибнуть.
После того, как Курэха оживает, Доман отправляется в поместье Фудзивара, что бы разобраться в странностях, происходящих там. На самом деле он догадывался, что смерть Курэхи стала началом ритуала тутовых деревьев и причиной проблем в поместье. поскольку одно дерево находилось во дворе храма, где проживал Доман и его дочери, а второе дерево находилось в саду господина Фудзивара. Своим дочерям он оставляет два разных письма. Уцуки он просит приглядывать за сестрой, и если он не вернется через несколько дней, отправляться вместе с сестрой в поместье. Курэху же он подбадривает, обещая все подготовить для ее нового слияния.
В игре есть момент, когда Уцуки спрашивает у близнецов, что думают те, кто находятся в плетеных ящиках. Близнецы отвечают, что они спят и видят длинный-длинный сон. В последнем диалоге сценария Инь, Уцуки со своим отцом, Доман обращается к ней как к Курэхе, так же в подземелье храма Уцуки находит свой труп, слитый вместе с трупом Курэхи. Читая свои дневники, Уцуки вдруг начинает говорить голосом Курэхи о том, что не могла поступить иначе. То же самое происходит в храме возле тутового дерева, Уцуки голосом сестры обвиняет себя в смерти Курэхи. Все это говорит о том, что Уцуки проходит ритуал Куон и, возможно, видит длинный-длинный сон.
Видимо слившись со своей сестрой, Уцуки стала обладать частью личности Курэхи, однако игра не объясняет, по какому принципу сохраняется внешний вид только одной из жертв ритуала. В последней сцене Уцуки утаскивает труп Домана в плетеный ящик, этим завершая ритуал, в итоге новорожденный тутовый демон все равно остается похожим на маленькую Уцуки. При этом Абэ-но Сэймэй предупреждает Сукую о том, что им просто не известно, что может появиться в результате из плетеного ящика.

### Ритуал изгнания демонов
Во время прохождения игры, все три персонажа собирают некие священные металлические пики. Из записок прислуги поместья Фудзивара становится понятно, что этими предметами очень дорожили и после начала странных событий в поместье их перепрятали. В игре можно найти упоминание легенды об одном путешественнике, который победил очень страшного демона, пригвоздив его священными шипами. Демон корчился от мук трое суток и в конце концов умер. Уходя, путешественник оставил жителям деревни три металлические пики, на случай если демон появиться вновь. Эти три пики и есть ритуальное оружие против демонов. Однако в фазе Янь, Сакуя поджигает одно тутовое дерево возле храма, тем самым тоже убивая демона. После этого близнецы продолжают ходить парой, однако живой демон таскает за собой обуглившийся труп мертвого. Так как элементом данных демонов является дерево, то уничтожить их можно конфликтными с ним элементами, то есть огнем или металлом. В конце Абэ-но Сэймэй убивает второго демона, воткнув в дерево в саду поместья три пики.
На дереве в саду поместья господина Фудзивара уже имелись три отверстия от пик до начала игры. Это намекает игроку на то, что пики кто-то вынул, возможно, сам Асия Доман.

## Отзывы
| Сводный рейтинг | Сводный рейтинг |
| Агрегатор       | Оценка          |
| --------------- | --------------- |
| GameRankings    | 59,17 %         |